# 水上澄子
水上 澄子（みずかみ すみこ、7月12日 - ）は、滋賀県出身の日本の漫画家。1975年の第10回「なかよし・少女フレンド新人まんが賞」に「両手いっぱいの花を」で入選し、その年の講談社の漫画雑誌『なかよし』11月号に掲載されてデビューした。その後、1986年頃まで『なかよし』本誌とその派生誌（『なかよし増刊』『なかよしデラックス』）で活動した。なお、ゴシックミステリー「マスカレード」やSF作品「St.フェリシティ号は行く」などいくつかの作品は単行本化されていない。

## 単行本
- 『恋の絵はどうかくの?』 講談社〈講談社コミックスなかよし〉、1977年12月1日発売[1]、ISBN 978-4-06-108289-2
表題作の他に「黄色いリボンにさようなら」「エリアおばさんの初恋」「オリバーの微笑」「エリカの花ちる前に」「セントポーリアの村へ」を収録。
- 『樫の木物語』 講談社〈講談社コミックスなかよし〉、1979年10月2日発売[2]、ISBN 978-4-06-108340-0
- 『たとえば野に咲く花のように』 講談社〈講談社コミックスなかよし〉、1981年2月2日発売[3]、ISBN 978-4-06-108374-5
表題作の他に「両手いっぱいの花を」「センチメンタルカーニバル」「しあわせの歌をつむいで」を収録。
- 『花かざりの道』 講談社〈講談社コミックスなかよし〉、1982年4月1日発売[4]、ISBN 978-4-06-108408-7
表題作の他に「花屋敷からきみへ」「キャンドルライト」を収録。
- 『ぼくたちの行進曲―聖クラレンス物語』 原作：佐和みずえ、講談社〈講談社コミックスなかよし〉、1983年4月。ISBN 9784061084360
- 『銀色のリフレイン』 講談社〈講談社コミックスなかよし〉
  1. 1984年1月5日発売[5]、ISBN 978-4-06-108457-5
  2. 1984年3月2日発売[6]、ISBN 978-4-06-108464-3
- 『リンデングリーンの小鳥たち』 講談社〈講談社コミックスなかよし〉、1984年10月3日発売[7]、ISBN 978-4-06-108481-0
表題作の他に「メモリー」を収録。

他に『「なかよし」読みきり傑作選（1976～80）』（講談社漫画文庫、2000年10月）に「しあわせの歌をつむいで」が収録されている。